# Блярина
Блярина (Blarina) — рід дрібних комахоїдних ссавців родини мідицевих (Soricidae).
Рід представлений кількома сучасними видами, поширеними в Північній Америці. В ранню епоху антропогену (гоміцен) жили на території теперішньої Тернопільської та інших західних областей України.